# Tegernbach (Taufkirchen)
Tegernbach ist ein Gemeindeteil von Taufkirchen im oberbayerischen Landkreis Erding.

## Lage
Der Weiler liegt etwa zwei Kilometer südwestlich des Hauptortes.

## Sehenswürdigkeiten
- Katholische Filialkirche St. Petrus, erbaut 1729